# Plaeto
Plaeto is een Nederlandse rockband opgericht in 2002 door Alexander (Sandro) van Breemen, na het vertrek uit de band City to City. Plaeto is genoemd naar de Griekse filosoof Plato, de extra ‘e’ maakt het onderscheid tussen de band en de wijsgeer. Plaeto werd na een publieke stemming door radio 3FM uitgeroepen tot 'meest veelbelovende aanstormende band' van 2004. De eerste single, waarmee een Arrow Rock Award werd gewonnen, was Being Me. De band opende het Arrow Rock Festival in 2004.
Na een korte radiostilte door een breakdown van Van Breemen kwam na een metamorfose de band in 2009 met het album Breathing new air. De zware gitaren waren ingeruild voor klanken met Keltische en Arabische invloeden. De teksten werden minder donker en er leek niet alleen soundmatig maar ook spiritueel veel veranderd te zijn. Breathing new air vertelt het verhaal van een nieuwe wereld die eerst tot aan de grond toe afgebroken is. 'Some day, we'll be breathing new air, and celebrate new sunshine in our hair. And some day, we'll be praying in new skies. It will only take some time to get us there'.

## Bezetting
- Alexander van Breemen: zanger, gitarist en componist
- Jos Verhijen: basgitaar
- Erwin Steijlen: gitaar (tot 2004)
- Joska Ligtenberg: gitaar (vanaf 2004)
- Jeroen Polderman: drums

## Discografie
- 2002 Black State Of Mind
- 2004 All That Scares You (dit album bevat grotendeels dezelfde nummers en wordt ook wel het debuutalbum genoemd)
- 2009 Breathing new air